# 679 Pax
Pax (asteroide 679) é um asteroide da cintura principal com diâmetro de 51,47 quilómetros, a 1,7834115 UA. Sua excentricidade é de 0,3109332, e seu período orbital, de 1.520,83 dias (4,16 anos).
Pax tem uma velocidade orbital média de 18,5138874 km/s e inclinação de 24,36893°.
Esse asteroide foi descoberto em 28 de Janeiro de 1909 por August Kopff
Este asteroide recebeu este nome em homenagem à deusa Pax da mitologia romana.